# 1381 Danubia
Az 1381 Danubia (ideiglenes jelöléssel 1930 QJ) a Naprendszer kisbolygóövében található aszteroida. Jevgenyij Szkvorcov fedezte fel 1930. augusztus 20-án. Nevét Európa második leghosszabb folyójáról, a Dunáról kapta.